# Reprezentacja Kanady na Mistrzostwach Świata w Narciarstwie Klasycznym 2005
Reprezentacja Kanady na Mistrzostwach Świata w Narciarstwie Klasycznym 2005 w Oberstdorfie liczyła 12 sportowców, w tym pięć kobiet i siedmiu mężczyzn. W reprezentacji znalazło się jedenaścioro biegaczy narciarskich i jeden kombinator norweski. Jedyny medal dla reprezentacji Kanady zdobyła Sara Renner, która na trzecim miejscu ukończyła sprint kobiet.

## Medale

### Złote medale
- brak

### Srebrne medale
- brak

### Brązowe medale
- Biegi narciarskie – sprint kobiet: Sara Renner

## Wyniki

### Biegi narciarskie

#### Mężczyźni
Sprint
- Devon Kershaw – 14. miejsce
- George Grey – 19. miejsce
- Drew Goldsack – 21. miejsce
- Gordon Jewett – 37. miejsce

15 km stylem dowolnym
- Chris Jeffries – 55. miejsce
- Dan Roycroft – 63. miejsce
- Gordon Jewett – 68. miejsce
- Drew Goldsack – 76. miejsce

Bieg pościgowy 2x15 km
- George Grey – 32. miejsce
- Dan Roycroft – 54. miejsce
- Devon Kershaw – 61. miejsce
- Gordon Jewett – nie ukończył

Sztafeta 4x10 km
- Devon Kershaw, George Grey, Dan Roycroft, Chris Jefferies – 13. miejsce

50 km stylem klasycznym
- Dan Roycroft – 31. miejsce
- George Grey – nie wystartował
- Drew Goldsack – nie ukończył
- Chris Jeffries – nie ukończył

#### Kobiety
Sprint
- Sara Renner – 3. miejsce
- Beckie Scott – 12. miejsce
- Milaine Theriault – 21. miejsce
- Chandra Crawford – 45. miejsce

10 km stylem dowolnym
- Beckie Scott – 13. miejsce
- Tara Whitten – 48. miejsce

Bieg pościgowy 2x7,5 km
- Beckie Scott – 4. miejsce
- Sara Renner – 22. miejsce
- Milaine Theriault – 34. miejsce
- Tara Whitten – 53. miejsce

30 km stylem klasycznym
- Beckie Scott – 15. miejsce
- Milaine Theriault – 37. miejsce
- Chandra Crawford – nie ukończyła
- Tara Whitten – nie ukończyła

### Kombinacja norweska
Gundersen HS 100 / 15 km
- Max Thompson – 41. miejsce

Sprint (7,5 km + HS 137)
- Max Thompson – 45. miejsce